# Leonel Sánchez
Leonel Guillermo Sánchez Lineros (Santiago de Chile, 1936. április 25. – 2022. április 2.) chilei labdarúgó.

## Válogatottság
Sánchez, mint a legjobbnak tartott chilei játékosok egyike, 84 mérkőzésen 23 gólt lőtt a chilei nemzeti tizenegyben, ezzel a legtöbbször válogatottban szereplő chilei játékos.
Világbajnokságon is szerepelt: Sánchez az 1962-esen és az 1966-os vb-n is játszott. Az 1962-es jobban sikerült számára: csapatával 3. lett, továbbá 4 góllal világbajnoki aranycipős (Garrincha-val, Vavá-val, Albert Flóriánnal, Valentyin Ivanovval, és Dražan Jerković-csal holtversenyben). Ezzel szemben 1966-ban gólt nem szerzett, és a csoportkörben kiesett.

## Klubcsapatok
Sánchez első felnőtt klubcsapata 1953-ban az Universidad de Chile, s bár hiába csábította több európai klub, például az AC Milan, Chilében maradt: a Colo-Colo csapatához szerződött 1960-ban. 2 évvel később a Palestino csapatához igazolt, majd 1972-ben a Ferro Badmington csapatához szerződött, 2 idény erejéig ott is maradt, végül visszavonult.

## Sikerei, díjai
- Világbajnoki 3. (1962)
- Chilei bajnok (6-szor) (1959, 1962, 1964, 1965, 1967, 1969)